# Konkan
Regionen Konkan (alternativt Konkankusten, Karavali) utgörs av den indiska västkusten, mellan Ratnagiri och Mangaluru. Invånarna kallas konkanis och talar konkani.
Någon auktoritativ definition av regionens geografiska utsträckning finns inte, men i allmänhet avses de maharashtriska distrikten Ratnagiri och Sindudurg, delstaten Goa och de två karnatakiska distrikten i Kanara. 

## Divisionen Konkan

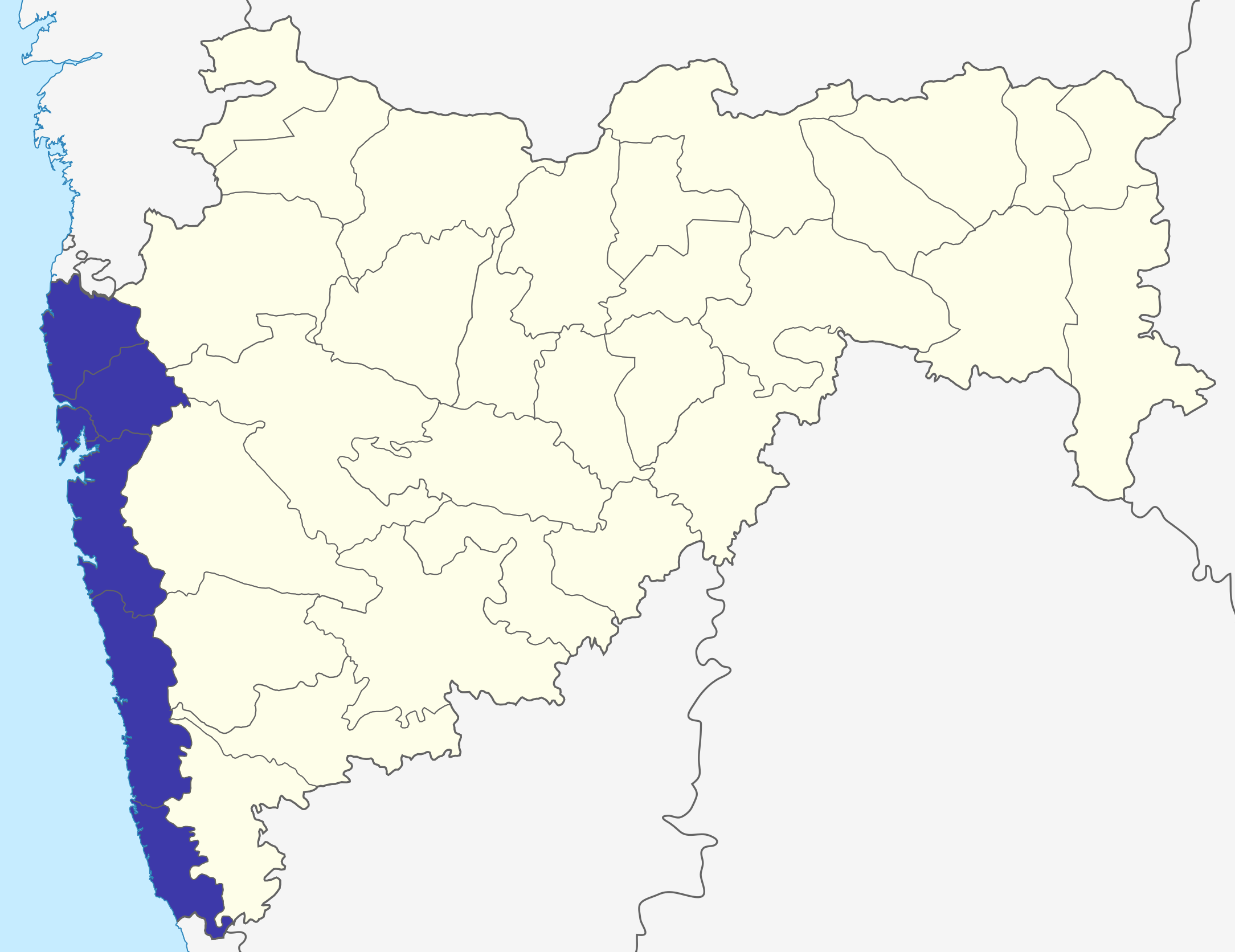
Maharashtras del av Konkan, efter de distriktsgränser som gäller idag

Delstaten Maharashtra använder namnet Konkan för en av sina sex divisions, det vill säga grupper av distrikt, och då ingår även storstaden Bombay. I sistnämnda mening finns följande kvantitativa uppgifter om Konkan.
- Yta:  30 746 km²
- Folkmängd (2001): 24 807 357 inv
- Distrikt: Mumbai-City, Mumbai Suburban District, Raigarh, Ratnagiri, Sindudurg och Thane.
- Läskunnighet: 81,36%
- Konstbevattnad yta: 4 384,54 km²